# スター・ストーキング
スター・ストーキング（英語: star stalking）は著名人への執拗な追っかけや介入を行うストーキングの一種。マスメディアの発達によって広がった問題行動で、テレビが普及した1970年代には先駆者が存在した。被害に遭いやすい職業に歌手、俳優、タレント、アイドルといった芸能人の他、政治家、評論家などが挙げられる。
ストーカー自身の承認欲求の充足や、報道による知名度の向上を目的に行われる。そのため、スター・ストーカーは被害者に忍び寄るのではなく、公然と接近する。上智大学教授の福島章は、著名人の職業病として捉え、回避には転職以外に手段がないと述べている。それに対してサバイバーで作家の遙洋子は、ソーシャル・ネットワーキング・サービスの広がった時代において、一般人とスターの区別は曖昧なものになったと述べている。被害を受けたKARAのパク・ギュリは、ストーカーをファンとは認めないと訴えている。

## 社会背景
ストーキングのかつての定義として、マスメディアが用いていた。1995年に出版されたロウニーとベストの著作によると、1989年から1991年にアメリカ合衆国にて多発した。1970年代から80年代にかけて、パパラッチを初めとしたマスメディアに著名人の一挙一動が報じられるようになった。また、コミュニティにおける隣人との距離感が広がった。こうした社会の変化の中で、ジョン・レノンの殺害やレーガン大統領暗殺未遂事件など、多くのスター・ストーキングが発生した。1989年に発生したレベッカ・シェーファーの殺害を機に、1990年全米初の反ストーキング法（英: anti-stalking law）がカリフォルニア州にて成立した。同法は大衆、マスメディア、娯楽産業などがストーキングに反応・消費した結果、立法機関によって定められた。また、成立当初は著名人が被害者であることを想定した法律だった。それ以降に制定された反ストーキング法は女性の保護を優先する法律だったが、ストーカーを被害者との関係性に基づいて限定する法律も存在した。ロサンゼルスの治安問題の専門家であるガヴィン・デベッカーは、スター・ストーカーに関する論文で、スターにとっては日常茶飯事だが、メディアではほとんど取り上げられないと述べている。それどころか、誇張された報道により、ストーキングを助長することさえあると述べている。パパラッチによるストーキングは「ストーカーラッチ」という造語を生み出すまでに至った。

## 加害者
スター・ストーカーは元々スターである被害者たちの熱狂的なファンで、大衆へのスターの対応を自身へのものと勘違いし、スターと自身の間に個人的な関係を求めるようになる。スター・ストーカーによる傷害事件を調査した精神科医のパーク・ディエツは、スター・ストーカーの9割以上が境界性人格障害や精神病に分類できると述べている。アメリカではロバート・ジョン・バルドをはじめ、マーク・チャップマンやジョン・ヒンクリー、マドンナの自宅に侵入したロバート・ヂューイ・ホスキンズなどが知られる。

## 亜種
スター・ストーキングの亜種に「エグゼクティブ・ストーキング」が存在する。これは社会的階層が異なる人々の間で発生し、社会的地位が高い人物や人の相談に乗る対人サービスを生業とする人が被害者となる。具体的には、医師、神父、教授、会社役員、団体組織の幹部などが挙げられる。特に精神科医は最も被害に遭いやすいとサバイバーでもある福島は述べている。スター・ストーキングとは個人的な関係の中で発生することや、マスメディアの発達以前から存在するという点において異なる。また、第三者から見て加害者と被害者の判別がつきにくいケースも存在する。
患者や相談者が保険・医療・福祉関係者のストーカーの場合、影響が及ぶのは被害者本人と周囲の人間の他、被害者が所属している組織とその機関を利用する他の利用者が含まれる。精神科医の數川悟は、迷惑行為かどうか早期の見極めが重要で、依存という性質上説得や説諭は効果がないとしている。また、ストーカーの対処は個人でできるものではないため、組織として協議と対応が必要としている。そして迷惑行為と判断した場合、援助の打ち切りと警察への相談を考慮すべきとしている。